# 黄敬芳
黄敬芳（1922年5月—），男，汉族，广西容县人，中国农学家、农业教育家，宁夏农学院教授，曾任第七、八届全国政协委员。